# Tate St Ives
Tate St Ives es una galería de arte situada en St Ives (Cornualles, Inglaterra), que expone obras de artistas modernos británicos con vínculos con la zona de St Ives. Tate también se hizo cargo de la gestión de otro museo en la ciudad, el Barbara Hepworth Museum and Sculpture Garden, en 1980.
El Tate St Ives fue construido entre 1988 y 1993 en el emplazamiento de una antigua fábrica de gas y tiene vistas de la playa de Porthmeor. En 2015, recibió financiación para construir una ampliación que duplicó el tamaño de la galería y cerró en octubre de 2015 para su renovación. La galería reabrió en octubre de 2017 y es una de las atracciones más visitadas del Reino Unido.

## Historia
En 1980, el grupo Tate empezó a gestionar el Barbara Hepworth Museum and Sculpture Garden, dedicado a la vida y obra de la renombrada artista de St Ives. Posteriormente, el grupo decidió abrir un nuevo museo en la ciudad para mostrar la obra de artistas locales, especialmente la de aquellos de los que ya tenían obras en su colección.
En 1988, el grupo compró una antigua fábrica de gas y encargó a los arquitectos Eldred Evans y David Shalev que diseñaran un edificio para la galería en un estilo similar al de la fábrica. La construcción empezó en 1991, financiada por el Fondo Europeo de Desarrollo Regional, la Fundación Henry Moore y donaciones del público. El edificio incluía una rotonda en el centro de la galería, con vistas de la playa de Porthmeor, y fue completado en 1993. La galería abrió en junio de 1993, siendo la segunda galería regional de Tate después del Tate Liverpool y recibiendo más de 120 000 visitantes antes del final del año.
En 1999, para celebrar el eclipse solar (dado que St Ives iba a ser la primera ciudad británica en la que sería visible), el Tate St Ives albergó una exposición llamada As Dark as Light, con obras de Garry Fabian Miller, Gia Edzveradze y Yuko Shiraishi junto con el arte de niños de escuelas locales.
En 2012, el Tate St Ives convocó un concurso para diseñar una importante ampliación del edificio, que fue ganado por Jamie Fobert Architects. En enero de 2015, el Tate St Ives recibió una subvención de 3.9 millones de libras para contribuir a la financiación de la nueva ampliación, con el objetivo de duplicar el espacio disponible para alojar turistas durante todo el año, sin tener que cerrar exposiciones. El contrato para construir el edificio fue otorgado a BAM Construct UK, que añadió la ampliación de 1200 m² diseñada por Jamie Fobert, con la implicación del arquitecto original. El Tate St Ives cerró en octubre de 2015 por estas obras y permaneció cerrado durante dos años.
El Tate St Ives reabrió en octubre de 2017. La exposición inaugural en la nueva galería de 500 m² fue una exposición individual de la escultora contemporánea Rebecca Warren, All that heaven allows.
En julio de 2018, el Tate St Ives ganó el premio al museo del año del Art Fund, ganando a los otros finalistas (el Brooklands Museum, la Ferens Art Gallery, la Glasgow Women's Library y el Postal Museum de Londres) y recibiendo un premio de 100 000 libras. Más tarde en ese mismo mes, el Royal Institute of British Architects anunció que el nuevo edificio del Tate había alcanzado la final del Premio Stirling de 2018. Sin embargo, fue derrotado por el edificio de oficinas Bloomberg London, de Foster + Partners.

## Exposiciones
Entre las exposiciones notables antes de la renovación se encuentran:
- Simon Carroll, 8 de octubre de 2005 – 15 de enero de 2006.[16][17]
- The Dark Monarch - Magic and Modernity in British Art, 10 de octubre de 2009 – 10 de enero de 2010.[18]
- The Indiscipline of Painting, 8 de octubre de 2011 – 3 de enero de 2012.[19]

Tras su renovación, el Tate St Ives ha albergado las siguientes exposiciones:
- Rebecca Warren, All That Heaven Allows, 14 de octubre de 2017 – 7 de enero de 2018.[20]
- Virginia Woolf: An Exhibition Inspired by Her Writings, 10 de febrero – 29 de abril de 2018[21]
- Patrick Heron, 19 de mayo – 30 de septiembre de 2018 (en asociación con Turner Contemporary).[22]
- Rosalind Nashashibi y Lucy Skaer, Thinking through other artists, 20 de octubre de 2018 – 6 de enero de 2019.[23]
- Amie Siegel: Provenance, 20 de octubre de 2018 – 6 de mayo de 2019.[24]
- Anna Boghiguian, 19 de enero-6 de mayo de 2019.[25]
- Huguette Caland, 24 de mayo de 2019 – 1 de septiembre de 2019.[26][27]
- Otobong Nkanga, 12 de octubre de 2019 – 5 de enero de 2020.[25]
- Naum Gabo, 25 de enero – 3 de mayo de 2020.[28][29]
- Haegue Yang: Strange Attractors, 24 de octubre de 2020 – 3 de mayo de 2021,[30] ampliada posteriormente hasta el 26 de septiembre de 2021 debido a la pandemia de COVID-19.[30][31]
- Petrit Halilaj, 16 de octubre de 2021 – 16 de enero de 2022.[32][nota 1]
- Barbara Hepworth: Art & Life, 26 de noviembre de 2022 – 1 de mayo de 2023.[35]
- Casablanca Art School, 27 de mayo de 2023 – 14 de enero de 2024.[36]